# Dicopia japonica
Dicopia japonica is een zakpijpensoort uit de familie van de Octacnemidae. De wetenschappelijke naam van de soort is voor het eerst geldig gepubliceerd in 1913 door Oka.